# Carlo Brandt
 (février 2023).
Pour les articles homonymes, voir Brandt.
Carlo Brandt, né le 16 décembre 1954 à Genève, est un acteur suisse.

## Biographie
Né d'un père d'origine Suisse et d'une mère italienne, il grandit à Genève.
Il a été révélé au grand public dans des rôles secondaires de films à succès tels que Déjà mort, Ridicule, Marie-Antoinette.
Il se fait connaître en 2006 en jouant le rôle de Méléagant dans la série Kaamelott, à partir de la fin du Livre IV Tome 2 jusqu'au Livre V épisode 8, ainsi que pour ses deux apparitions dans le Livre VI épisode 8 Lacrimosa (face au César) et 9 Dies irae (face à Lancelot).
Acteur de théâtre, Carlo Brandt a été l'un des comédiens emblématiques du théâtre national de la Colline à Paris, dirigé par Alain Françon. Il s'est illustré en particulier dans les pièces du dramaturge anglais Edward Bond.

### Participation en festival
Il fait partie du grand jury du Festival du grain à démoudre.

## Filmographie

### Cinéma

#### Longs métrages
- 1986 : L'État de grâce, de Jacques Rouffio
- 1990 : La Campagne de Cicéron, de Jacques Davila (Simon)
- 1992 : L'Affût, de Yannick Bellon (Franck)
- 1991 : Indochine, de Régis Wargnier (Castellani)
- 1993 : Juste avant l'orage, de Bruno Herbulot (Thomas)
- 1993 : La Petite Apocalypse, de Costa-Gavras (le kiné)
- 1993 : Louis, enfant roi, de Roger Planchon (François de La Rochefoucauld)
- 1996 : Ridicule, de Patrice Leconte (Milletail)
- 1996 : Leopold R, de Jean-Blaise Junod
- 1997 : Ouvrez le chien, de Pierre Dugowson
- 1998 : Déjà mort, de Olivier Dahan (Mallo)
- 2000 : Franck Spadone, de Richard Bean (Ferdinand)
- 2000 : Furia, de Alexandre Aja (Freddy)
- 2000 : Code inconnu, de Michael Haneke (Henri)
- 2001 : Le Petit Poucet, de Olivier Dahan (le cavalier)
- 2002 : La Sirène rouge, de Olivier Megaton (Vondt)
- 2003 : Elle est des nôtres, de Siegrid Alnoy (Degas)
- 2003 : Inquiétudes, de Gilles Bourdos
- 2004 : Le Sourire D'Hassan, de Frédéric Goupil (Youri)
- 2006 : Marie Antoinette, de Sofia Coppola (le jardinier du château)
- 2006 : Belhorizon, de Inès Rabadán (André)
- 2006 : Président, de Lionel Delplanque (Mikaël Korda)[3]
- 2007 : La Part animale, de Sébastien Jaudeau (Étienne)
- 2008 : Capitaine Achab, de Philippe Ramos (Mulligan)
- 2008 : Les Inséparables, de Christine Dory (Emerson)
- 2009 : Réfractaire, de Nicolas Steil
- 2010 : L'Immortel, de Richard Berry (Fontarossa)
- 2010 : Liberté, de Tony Gatlif (Pierre Pentecôte)
- 2010 : Les Mains libres, de Brigitte Sy (Michel)
- 2011 : L'Enfance d'Icare, de Alex Iordachescu (Stivlas Karr)
- 2011 : Largo Winch 2, de Jérôme Salle (Freddy Kaplan)
- 2011 : La Fin du silence, de Roland Edzard (Théo)
- 2011 : RIF, de Franck Mancuso (Richard Jorelle)
- 2011 : 17 filles, de Muriel et Delphine Coulin
- 2012 : L'Hiver dernier, de John Shank (Jacques)
- 2012 : Renoir, de Gilles Bourdos (Docteur Pratt)
- 2013 : Inch'Allah, d'Anaïs Barbeau-Lavalette (Michaël)
- 2013 : Le jour attendra, d'Edgar Marie (Serki)
- 2014 : Milky Way, de Cyril Bron et Joseph Incardona (Milo)
- 2015 : De l'autre côté de la mer, de Pierre Maillard (Jean)
- 2015 : Much Loved, de Nabil Ayouch (l'amant français)
- 2017 : Espèces menacées, de Gilles Bourdos (Yann Petersen)
- 2018 : Vaurien, de Mehdi Senoussi (Raymond)
- 2021 : Kaamelott : Premier Volet, d'Alexandre Astier (Méléagant)
- 2025 : Kaamelott : Deuxième volet partie 1 d’Alexandre Astier (Méléagant)

#### Courts métrages
- 1985 : 421-099 de Maurizio Giuliani
- 1992 : Relâche de Gilles Bourdos (Vincent Lamblin)
- 1995 : Klaus-Heinrich de Vincent Arcangelo Scalici / image Maurizio Giuliani
- 2011 : Alésia, le rêve d'un roi nu de Christian et Gilles Boustani (César)
- 2012 : Le Grand Combat de Jean-Nicolas Rivat (Norbert)
- 2016 : Craché Dehors de Mathieu Lis (Andréa)
- 2019 : Sans rivages de Mathieu Lis (Andréa)

### Télévision
- 1992 : Turbulences d'Elisabeth Rappeneau : Kevin
- 1993 : Jenny Marx, la femme du diable de Michel Wyn : Karl Marx
- 1993 : Jour de colère de David Delrieux : Desmas
- 1994 : Passé sous silence de Igaal Niddam : Sébastien Arnoux
- 1996 : Notre homme d'Elisabeth Rappeneau : Maurice
- 1999 : H : (saison 1, épisode 12) - Le flacon rouge : Le nettoyeur
- 2002 : Boulevard du Palais (épisode  Des secrets bien gardés) : Général St Simon
- 2004 : Les Montana (épisode  Recherche enfant disparue) : Gallois
- 2005 : Cyrano de Ménilmontant de Marc Angelo : Arnaud Korsky
- 2006 : Commissaire Valence (épisode Passeport diplomatique) : Karkov
- 2006 : Sartre, l'âge des passions de Claude Goretta : Robert Gallimard
- 2007 : Kaamelott - Livres IV (La Réponse, Le Désordre et la Nuit), V (récurrent) et VI (Lacrimosa, Dies iræ) : Méléagant, « l'homme en noir », « La Réponse »
- 2007 : Voltaire et l'affaire Calas de Francis Reusser : David de Baudrigue
- 2007 : Nos familles de Siegrid Alnoy : père adoptif de Paul
- 2008 : Sa raison d'être de Renaud Bertrand : Alain Guichard
- 2008 : La Main blanche de Dennis Berry :  Patrick Carbonnier
- 2009 : Le Commissariat de Michel Andrieu : Jacques Morey-Villars
- 2009 : L'École du pouvoir de Raoul Peck : Monsieur Ribeiro
- 2010 : La Commanderie de Didier Le Pêcheur : Roger de Neuville
- 2010 : Un lien incertain de Josée Dayan : Émile Feuillant
- 2011 : E-Love d'Anne Villacèque : Opale
- 2011 : Louis XVI, l'homme qui ne voulait pas être roi de Thierry Binisti : Necker
- 2012 : L'Heure du Secret de Elena Hazanov : Joseph
- 2012 : Miroir mon amour de Siegrid Alnoy : Le Roi
- 2012 : Ainsi soient-ils de Bruno Nahon : Monseigneur de Garch
- 2012 : Profilage de  Fanny Robert et Sophie Lebarbier : Patrick Boudoux
- 2013 : Odysseus de Stéphane Giusti : Laerte
- 2013 : Mafiosa, le clan (saison 5) : Orso Paoli
- 2014 : Piège blanc d'Abel Ferry : Gilles
- 2014 : Le Sang de la vigne (épisode Du raffut à Saint-Vivant) : Jean Guillaume
- Depuis 2015 : Une famille formidable  : Rafael
- 2017 : L'Accident de Edwin Baily : Destouches
- 2018 : Ondes de choc - Journal de ma tête de Ursula Meier : le psychologue
- 2018 : Ondes de choc - Sirius de Frédéric Mermoud : le gourou

## Théâtre
- 1985 : Le Legs et L'Épreuve, de Marivaux, mise en scène Claude Stratz, Comédie de Genève, Théâtre Nanterre-Amandiers
- 1986 : Lapin lapin, d'Élie Bourquin, mise en scène Benno Besson, Théâtre de la Ville
- 1986 : Le Dragon, d'Evgueni Schwarz, mise en scène Benno Besson, Théâtre de la Ville
- 1987 : Don Juan, de Molière, mise en scène Benno Besson, Maison des arts et de la culture de Créteil
- 1989 : La Mission, d'Heiner Müller et Le Perroquet vert, d'Arthur Schnitzler, mise en scène Matthias Langhoff, Festival d'Avignon, Théâtre de la Ville

- 1990 : Platonov, d'Anton Tchekhov, mise en scène Georges Lavaudant, TNP Villeurbanne, Théâtre de la Ville, théâtre national de Nice
- 1991 : Les Iris, d'Antonin Artaud, mise en scène Georges Lavaudant, Festival d'Avignon
- 1992 : Pandora, de Jean-Christophe Bailly, mise en scène Georges Lavaudant, TNP Villeurbanne, MC93 Bobigny
- 1992 : La Compagnie des hommes, d'Edward Bond, mise en scène Alain Françon, CDN de Savoie, Théâtre de la Ville, théâtre national de Nice
- 1994 : Pièces de guerre, d'Edward Bond, mise en scène Alain Françon, Festival d'Avignon
- 1995 : Pièces de guerre, d'Edward Bond, mise en scène Alain Françon, Odéon-Théâtre de l'Europe
- 1995 : La Mouette, d'Anton Tchekhov, mise en scène Alain Françon, Espace Malraux Chambéry
- 1995 : Fantasio, d’Alfred de Musset, mise en scène Claude Stratz, Comédie de Genève, Théâtre national de Chaillot
- 1996 : La Mouette, d'Anton Tchekhov, mise en scène Alain Françon, Théâtre de la Ville, Théâtre national de Strasbourg
- 1996 : Édouard II, de Christopher Marlowe, mise en scène Alain Françon, Festival d'Avignon, Espace Malraux Chambéry, Odéon-Théâtre de l'Europe, tournée
- 1997 : Édouard II, de Christopher Marlowe, mise en scène Alain Françon, théâtre des 13 vents, TNP Villeurbanne, Comédie de Reims, tournée
- 1997 : Dans la compagnie des hommes, d'Edward Bond, mise en scène Alain Françon, Théâtre national de la Colline
- 1997 : Check-up, textes d'Edward Bond, spectacle de Carlo Brandt, Théâtre national de la Colline
- 1998 : Les gens déraisonnables sont en voie de disparition, de Peter Handke, mise en scène Christophe Perton, Théâtre national de la Colline
- 1999 : King, de Michel Vinaver, mise en scène Alain Françon, Théâtre national de la Colline

- 2000 : Les Nègres, de Jean Genet, mise en scène M. Barras
- 2000 : Café, d'Edward Bond, mise en scène Alain Françon, Théâtre national de la Colline
- 2001 : Le Crime du XXIe siècle, d'Edward Bond, mise en scène Alain Françon, Théâtre national de la Colline
- 2002 : Skinner, de Michel Deutsch, mise en scène Alain Françon, Théâtre national de la Colline
- 2002 : Le Pain dur, de Paul Claudel, mise en scène Bernard Sobel, Théâtre de Gennevilliers
- 2002 : L'Otage, de Paul Claudel, mise en scène Bernard Sobel, Théâtre de Gennevilliers, Théâtre national de Strasbourg
- 2002 : Avanti !, d'Antonio Gramsci, Toni Negri et Pier Paolo Pasolini, mise en scène Barbara Nicolier, Théâtre national de la Colline
- 2003 : Anatole, d'Arthur Schnitzler, mise en scène Claude Baqué, Théâtre de l'Athénée-Louis-Jouvet
- 2004 : Moins qu'un chien, de Mohamed Rouabhi, mise en scène de l'auteur, Le Forum Le Blanc-Mesnil
- 2004 : La Révolte des anges, d'Enzo Cormann, mise en scène de l'auteur, Théâtre national de la Colline
- 2005 : La Révolte des anges, d'Enzo Cormann, mise en scène de l'auteur, TNP Villeurbanne
- 2005 : Célébration, d'Harold Pinter, mise en scène Roger Planchon, Théâtre du Rond-Point
- 2005 : Platonov - Le Chant du cygne, d'Anton Tchekhov, mise en scène Alain Françon, Théâtre national de la Colline
- 2006 : Le Rêve d'un homme ridicule, de Fiodor Dostoïevski, mise en scène Siegrid Alnoy, Théâtre national de la Colline
- 2006 : Sur la grand'route, d'Anton Tchekhov, mise en scène Bruno Boëglin, Odéon-Théâtre de l'Europe, TNP Villeurbanne, tournée
- 2006 : Naître, d'Edward Bond, mise en scène Alain Françon, Festival d'Avignon, Théâtre national de la Colline
- 2007 : Onysos le furieux, de Laurent Gaudé, mise en scène Charlie Brozzoni, Bonlieu Scène nationale Annecy

- 2010 : Ciseaux, papier, caillou, de Daniel Keene, mise en scène Daniel Jeanneteau et Marie-Christine Soma, Théâtre national de la Colline, Théâtre national de Toulouse Midi-Pyrénées, Comédie de Reims
- 2011 : Ciseaux, papier, caillou, de Daniel Keene, mise en scène Daniel Jeanneteau et Marie-Christine Soma, Théâtre national de Strasbourg
- 2011 : De beaux lendemains, de Russell Banks, mise en scène Emmanuel Meirieu, Théâtre des Bouffes du Nord
- 2013 : Tabac rouge, de et mise en scène James Thierrée, Théâtre de la Ville
- 2013 : Les gens, de Edward Bond, mise en scène Alain Françon, TNP
- 2017 : La pomme dans le noir, d’après Le Bâtisseur de ruines, de Clarice Lispector, adapté et mis en scène par Marie-Christine Soma[4]
- 2019 : L'Orestie, d'Eschyle, mise en scène Georges Lavaudant, Nuits de Fourvière
- 2019 : Gombrowicz, 13e leçon de philosophie, de et mise en scène Beniamin M. Bukowski, Regard du Cygne
- 2023 : Hedda, Sébastien Monfè et Mira Goldwicht, mise en scène Aurore Fattier, Odéon Ateliers Berthier

## Distinctions
- Prix du Syndicat de la critique 1998 : meilleur comédien dans Check up, La Compagnie des hommes et Les Gens déraisonnables sont en voie de disparition[réf. nécessaire]